# Горячее цинкование

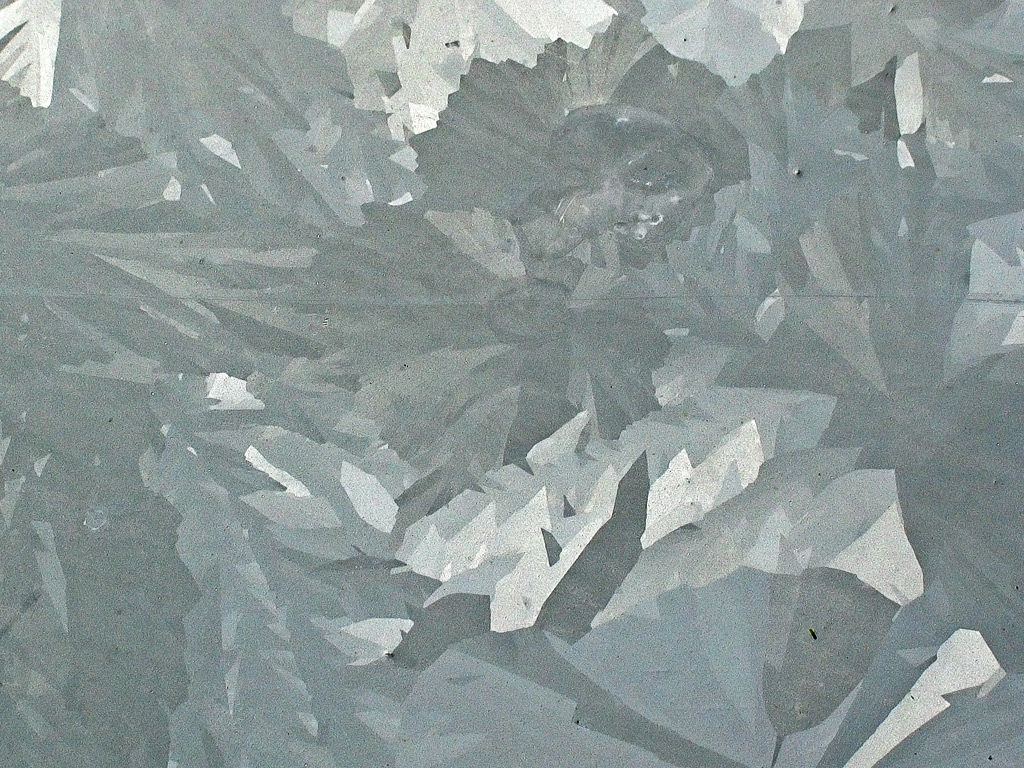
Кристаллическая поверхность горячеоцинкованного металла

Горячее цинкование — покрытие металла (обычно железа или стали) слоем цинка для защиты от коррозии путём окунания изделия в ванну с расплавленным цинком при температуре около 460 °C. Под атмосферным воздействием чистый цинк (Zn) вступает в реакцию с кислородом (O2) и формирует оксид цинка (ZnO), с последующей реакцией с диоксидом углерода (CO2) и формированием карбоната цинка (ZnCO3), обычно серого матового, достаточно твёрдого материала, останавливающего дальнейшую коррозию материала.
Горячее цинкование считается одним из самых надёжных, экономичных и потому распространённых методов защиты железа и стали от коррозии.
Для металлоконструкций горячее цинкование является бесспорно самым распространённым видом покрытия.
Толщина цинкового слоя колеблется от 30 до 100 мкм, обычно — от 45 до 65 мкм.
По данным American Galvanizer Association горячее цинкование обеспечивает защиту от коррозии:
- В промышленной среде 65 лет
- В тропической среде: 70 лет
- В пригородной среде: 85 лет
- В загородной среде: 120 лет.

## История
- В 1742 году французский химик и физик Поль Жак Малуэн (1701—1778) описал метод цинкования железа погружением в ванну с расплавленным цинком в докладе французской Королевской академии.
- В 1836 году французский химик Станислас Сорель (1803—1871) получил патент на данный метод цинкования железа, после очистки его сначала 9 % раствором серной кислоты (H2SO4) и затем флюсом — хлоридом аммония (NH4Cl).

## Фото

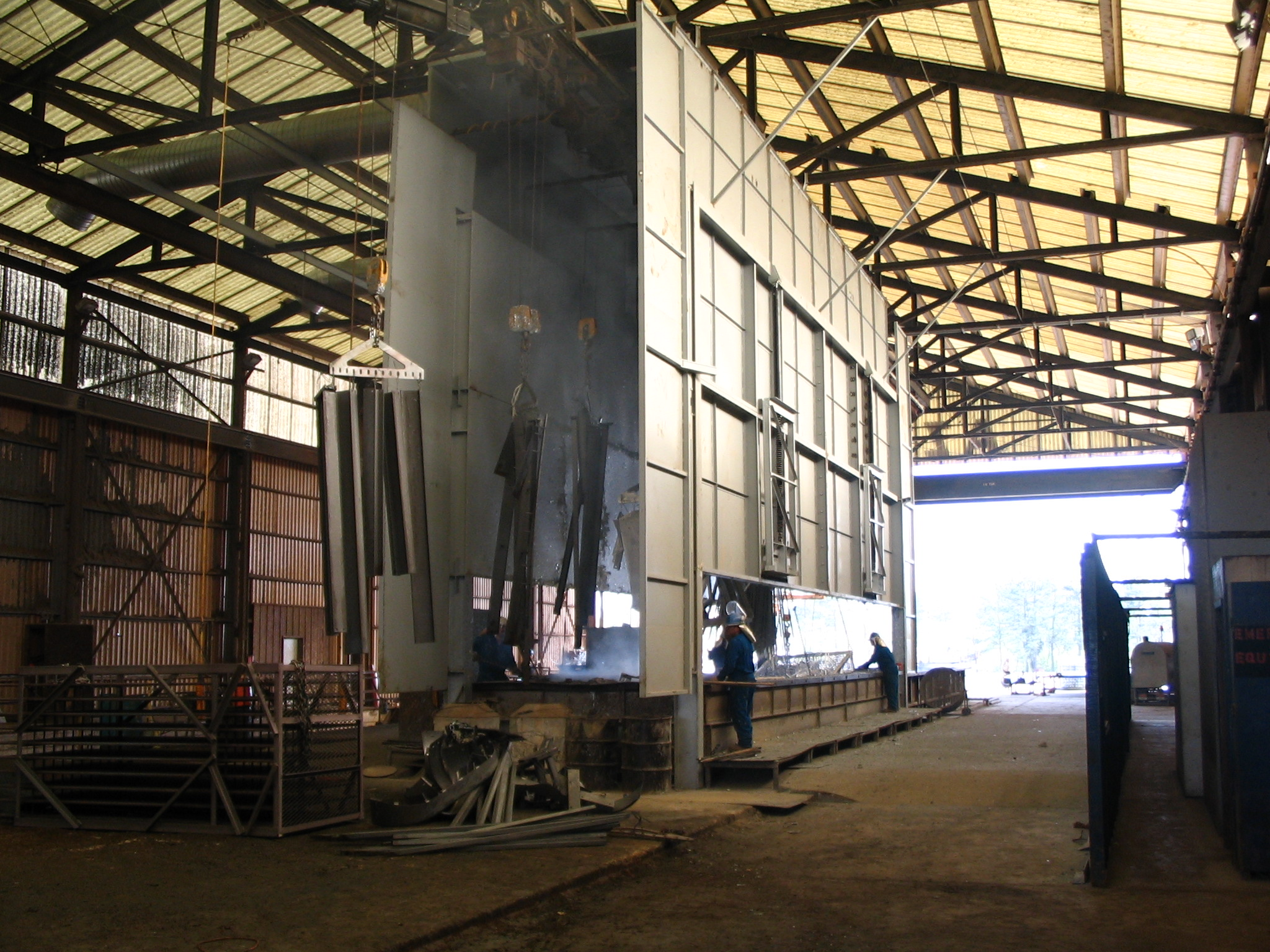
Ванна с расплавленным цинком для горячего цинкования
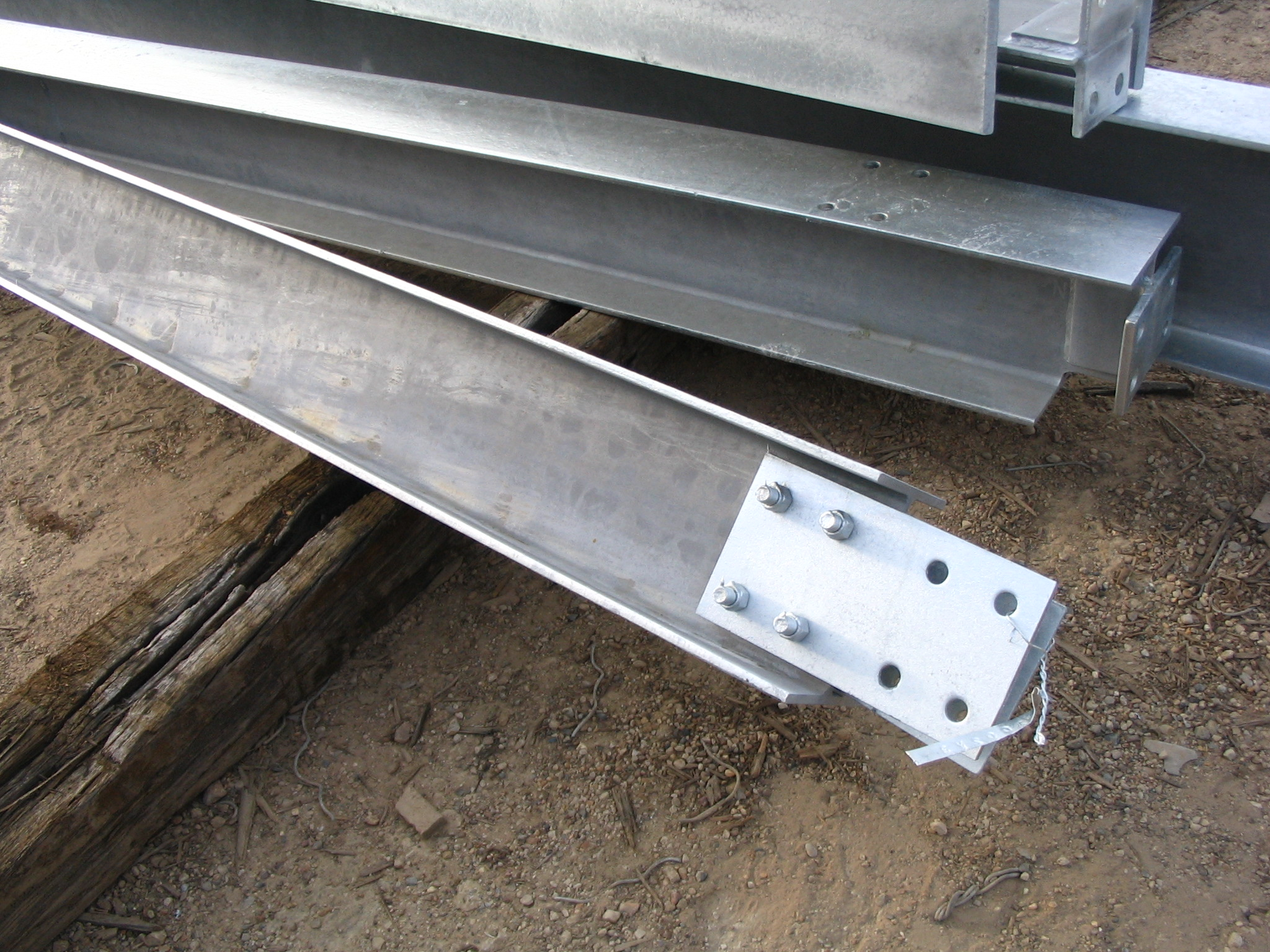
Горячеоцинкованная балка
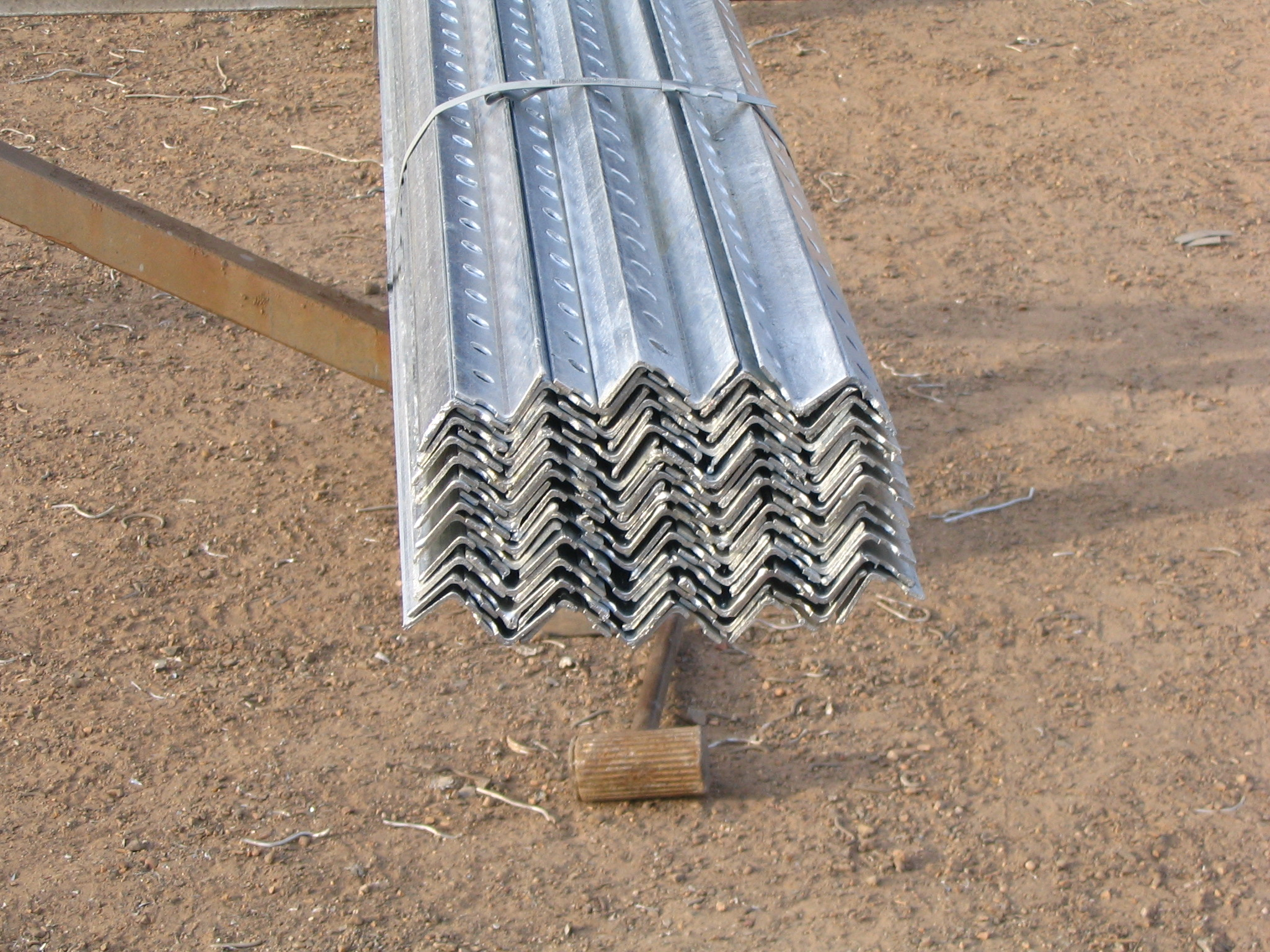
Горячеоцинкованный гнутый уголок
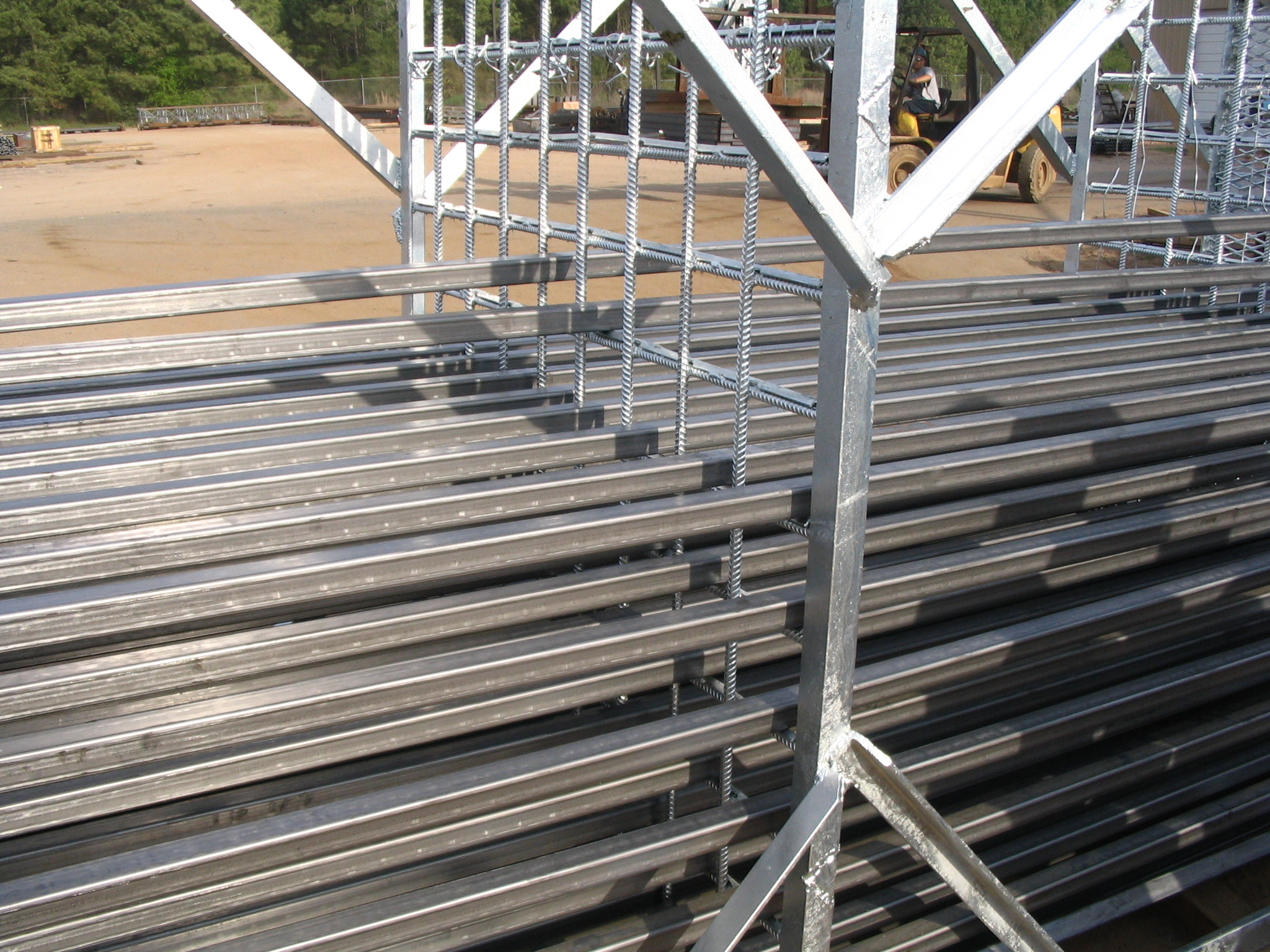
Стальной прокат, готовый к горячей оцинковке

## Горячее цинкование крепежных изделий

### Процесс

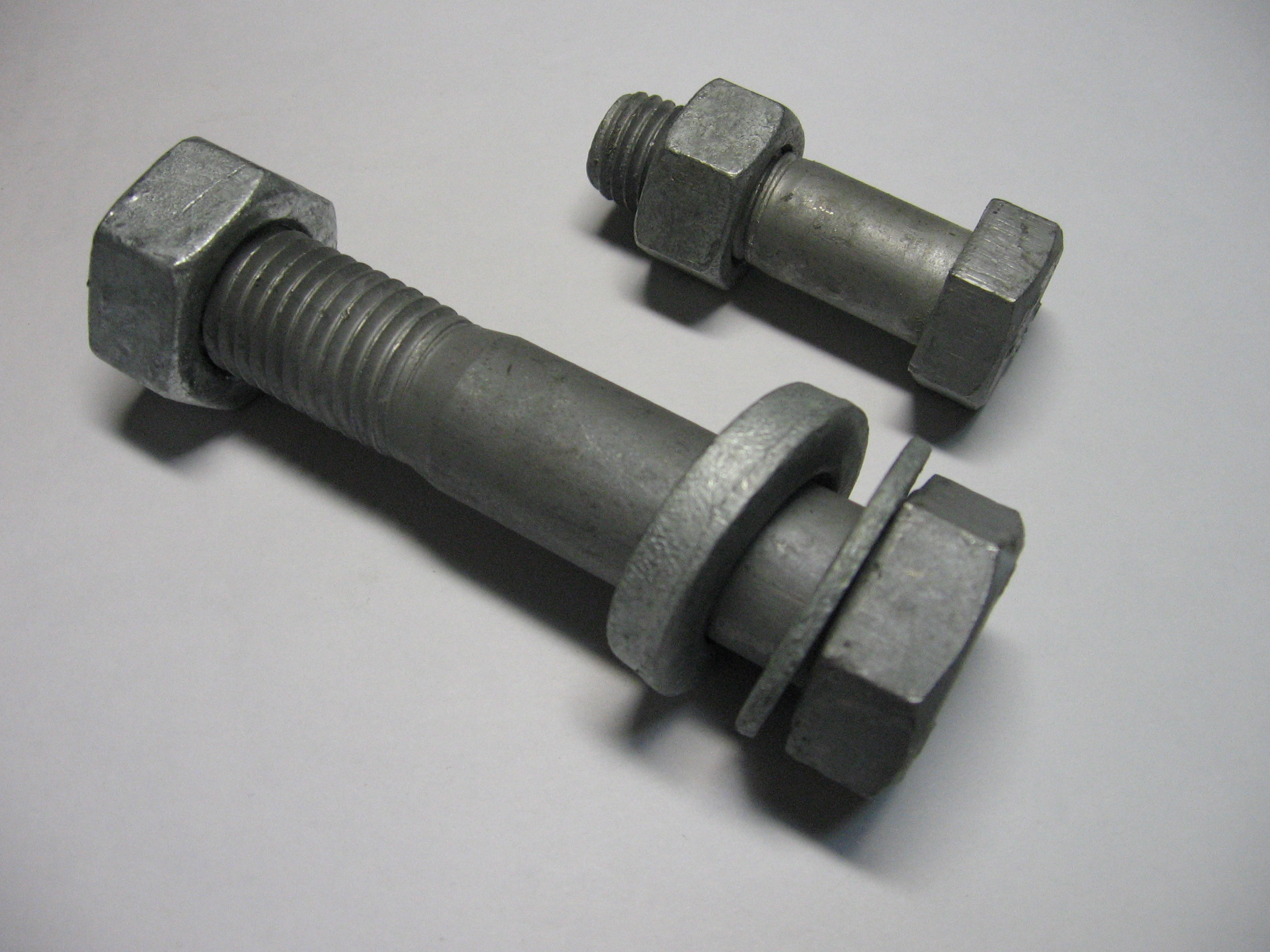
Горячеоцинкованные болты, гайки и шайбы

Технология нанесения покрытия такова. После обезжиривания, промывки, травления и повторной промывки, детали в барабане окунают в ванну (обычно керамическую) с расплавленным цинком. Вращением барабана обеспечивают поток цинковой массы относительно деталей для заполнения всех пор и микротрещин. Затем барабан вынимают из ванны и раскручивают для удаления излишков цинка центрифугированием. Однако на внутренней резьбе (на гайках) все же остаются излишки цинка, поэтому внутреннюю резьбу после цинкования протачивают.
Отсутствие покрытия на внутренней резьбе не влияет на коррозионную устойчивость соединения, если гайка применяется с горячеоцинкованным болтом или шпилькой. Благодаря высокой анодности цинка по отношению к железу при температурах до 70°, цинк сам покрывает непокрытые и повреждённые участки детали со скоростью около 2 мм в год. В данном случае цинк с наружной резьбы болта, благодаря разности потенциалов цинка и железа в естественной влажной и кислой среде переносится на участки внутренней резьбы гайки, оставшиеся при проточке резьбы без покрытия.

### Достоинства
1. Коррозионная устойчивость в 5-7 раз превышает электрооцинкованный крепёж и приближается к устойчивости нержавеющей стали.
2. Покрытие само себя восстанавливает на повреждённых участках.
3. Покрытие более устойчиво к сколам при ударах, чем аналогичные по коррозионной устойчивости полимерные лакокрасочные покрытия.

Главным функциональным достоинством горячеоцинкованного крепежа является экономия на эксплуатации сооружений, благодаря отсутствию необходимости их перекрашивать.
Метод считается самым надежным и простым среди остальных методик цинкования.

### Недостатки
1. Требует специальной высадки под толщину покрытия. Нельзя, из-за значительной толщины покрытия, просто купить болты без покрытия и оцинковать их горячим методом.
2. Не все типоразмеры доступны (только от М8).
3. Внешний вид — серый матовый.
4. Из-за неравномерной толщины покрытия невозможно достичь высокой точности изделия.
5. Гайки поставляются покрытыми транспортировочной смазкой для защиты от коррозии повреждённых проточкой участков внутренней резьбы.

## Сравнительный анализ

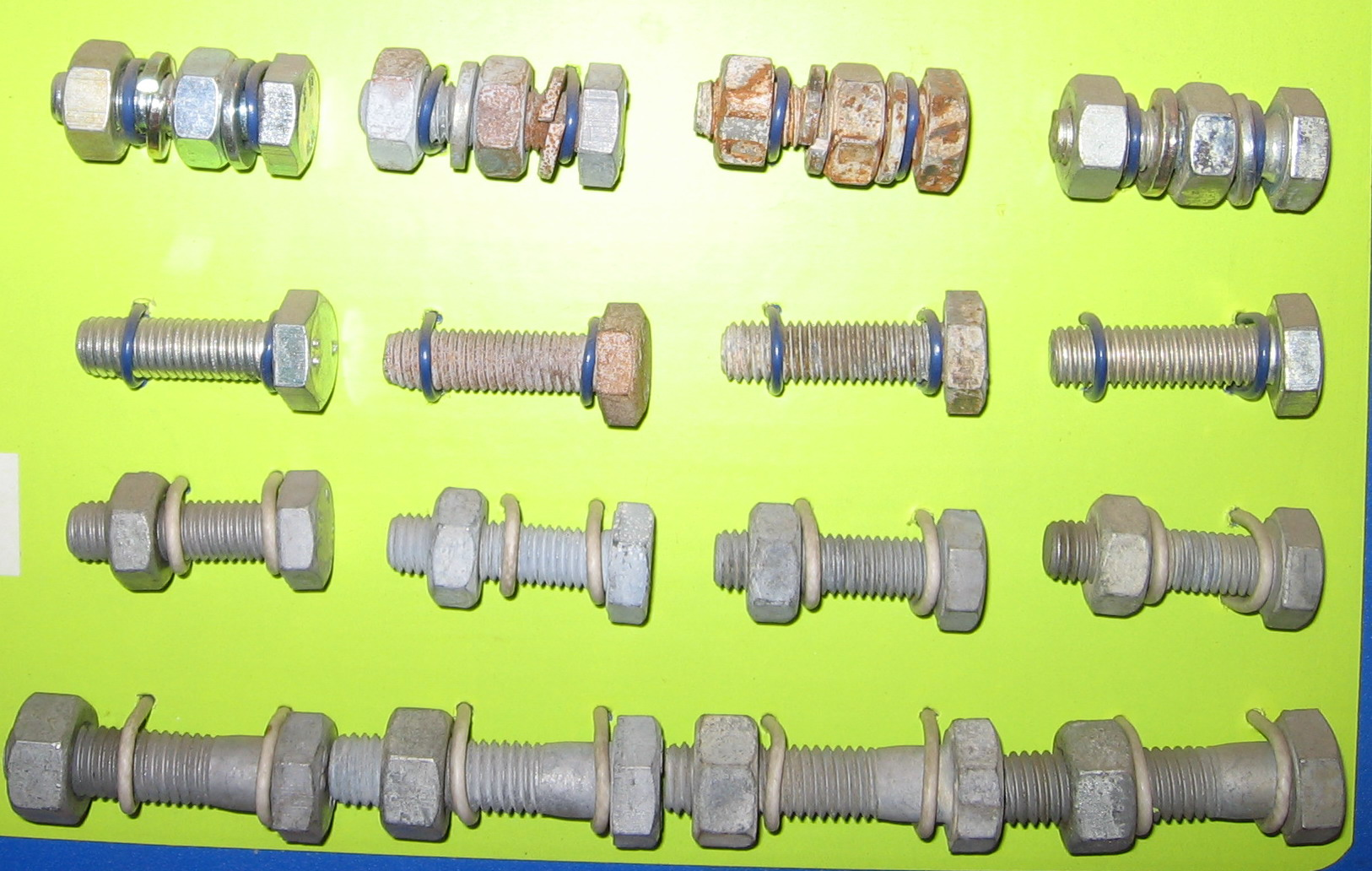
коррозия электро- и горячеоцинкованных болтов, 5 суток в р-рах NaCl, HCl и в воде

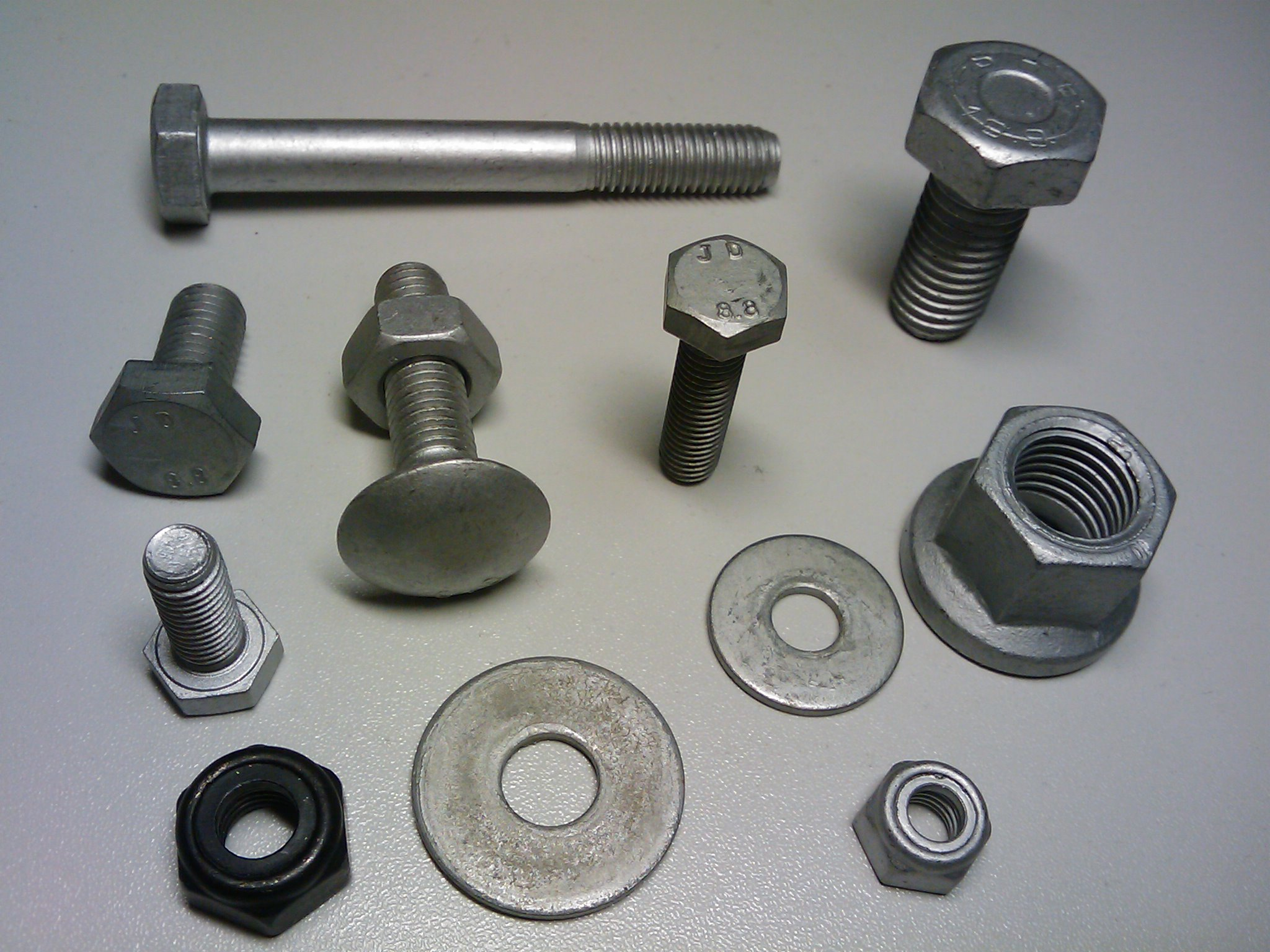
Крепеж с покрытием Дельта (Дакромет)

Горячее цинкование (Г/Ц) является вторым по распространённости после электролитического.
- Электролитическое цинкование (здесь- ЭЦ, или электроцинкование, также — гальваническое цинкование, англ. zinc electroplating, zinc plating, фр. zingage electrolytique, нем. elektrolytische Verzinkung)- самое распространённое для крепежных изделий покрытие. Главные достоинства — низкая цена и привлекательный внешний вид (обычно глянцевый серебристый, голубоватый либо жёлтый, бывает и матовый). Возможно ЭЦ деталей с пластиковыми элементами, например самоконтрящихся гаек. Главные недостатки — недостаточная коррозионная устойчивость делает это покрытие скорее транспортировочно-декоративным. Предназначено для деталей, используемых в сухих помещениях. Подвергает покрываемые детали водородному охрупчиванию, поэтому применимо для деталей класса прочности до 10.9.
- Дельта (Дакромет) — ближайшее к горячему цинкованию по цене, коррозионной устойчивости и внешнему виду покрытие, третье по распространённости покрытие для крепежных изделий. Главное достоинство — малая толщина (до 10 мкм) позволяет получить высокую точность детали, поэтому это покрытие получило широкое распространение в автомобильной промышленности. Позволяет покрывать детали любого класса прочности. Более привлекательный, чем у Г/Ц внешний вид — поверхность также матовая, но более ровная, без наплывов и бугорков; кроме того, возможны разные оттенки — от светло-серого (серебристого) до чёрного. Препятствует водородному охрупчиванию. Возможно покрытие деталей с пластиковыми элементами, например, самоконтрящихся гаек. Недостаток — покрытие легче, чем Г/Ц скалывается и неспособно самовосстанавливаться на повреждённых участках. Поэтому, например, на днищах автомобилей часто применяют Г/Ц крепёж.
- Термодиффузионное цинкование (ТДЦ, англ. sherardising, фр. cherardisation, нем. sherardisieren) примерно в два раза дороже, чем Г/Ц и Дельта (Дакромет), поэтому значительно менее распространено. Требует специальной высадки под толщину покрытия. Технология ТДЦ позволяет наносить цинковое покрытие любой толщины, в зависимости от требований. Но для получения удовлетворительной коррозионной устойчивости требуется толщина покрытия, не позволяющая нанесение на стандартно высаженные болты, из-за значительной толщины (от 40 мкм). Невозможно термодиффузионное цинкование деталей с пластиковыми элементами, например, самоконтрящихся гаек. Температура процесса 290—450 °C позволяет покрывать детали класса прочности до 10.9 — то есть, так же, как и Г/Ц.
- Газотермическое напыление — позволяет качественно наносить цинковое покрытие толщиной 200+ мкм на внешние поверхности крупногабаритных деталей непосредственно на месте монтажа, но неприменимо для крепежа, резьб, внутренних поверхностей диаметром менее 500 мм из-за технологических ограничений.